# Dilly (cratera)

A cratera Dilly é uma cratera no quadrângulo de Elysium em Marte, localizada a 
13.24° N 202.9° W.  Ela possui apenas 1.3 km em diâmetro e recebeu o nome de uma cidade no Mali.  